# Porta Altinate
La Porta Altinate o Porta di Ponte Altinà era uno dei quattro accessi "regales" che si aprivano sulle mura comunali di Padova. La porta si innalza sulla prima pila del romano Ponte Altinate - ora non visibile - che attraversa il Naviglio Interno interrato negli anni sessanta dello scorso secolo per lasciare spazio alla via Riviera dei Ponti Romani. La porta e il ponte - come pure la seguente contrada - traggono il nome da Altino, la città verso cui si dirigeva la strada a cui davano accesso. La porta è un frequentato passaggio pedonale verso la piazza dei Noli, ora Garibaldi.

## Storia

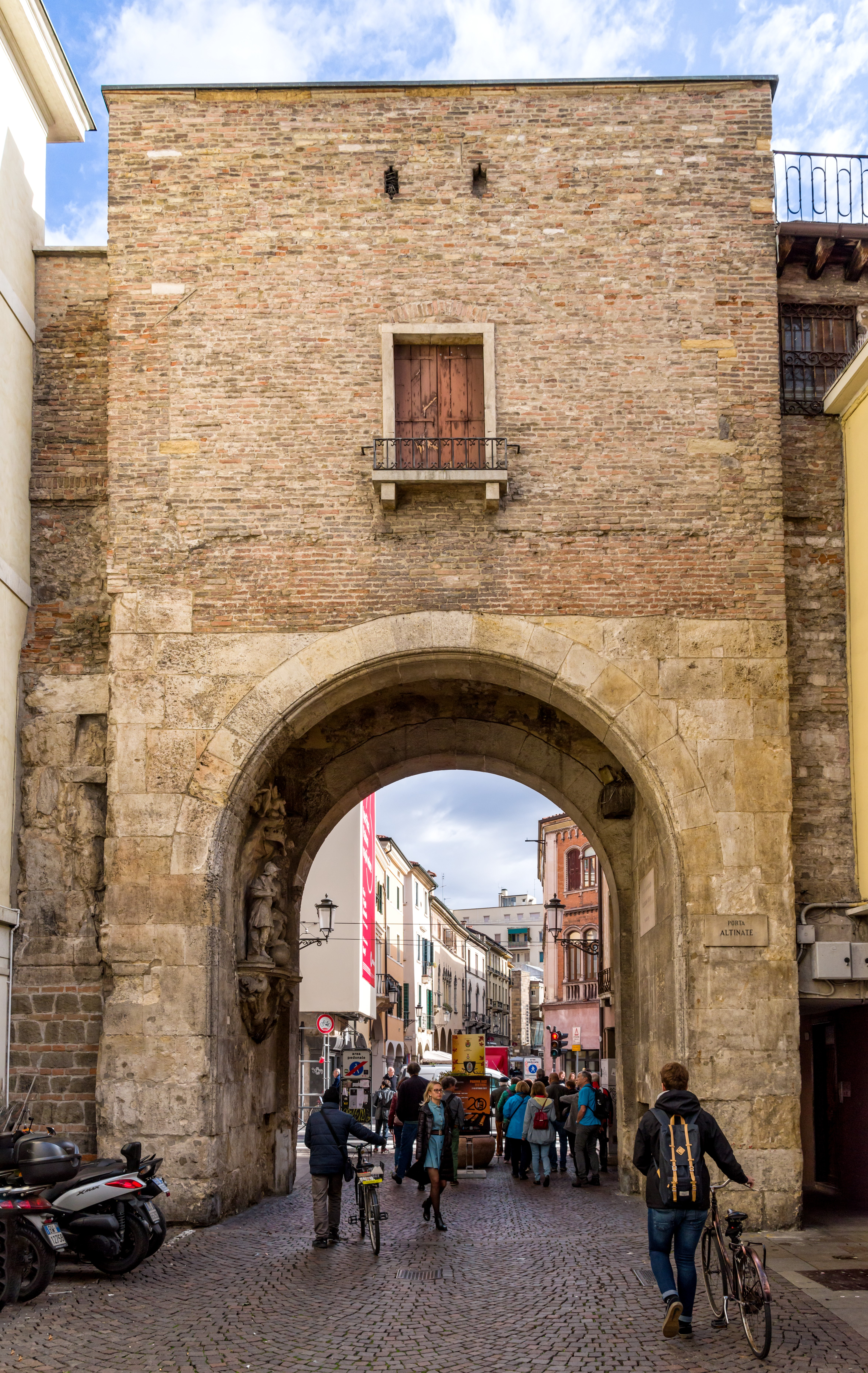
La porta vista dalla piazza dei Noli, ora Garibaldi

La costruzione, forse del XII secolo - sono state proposte datazioni più antiche - fu espugnata e data alle fiamme nel 1256 dai crociati  che combattevano contro Ezzelino III da Romano (il fatto è ricordato in una lapide di Carlo Leoni) e poi ripristinata nel 1286. 

## Descrizione
La porta è composta da una sorta di arco trionfale innalzato in pietra - l'arcata esterna è decorata ad imitazioni degli accessi antichi - sovrastato da un torrione in cotto, ora privo della parte superiore, scomparsa già nel XVII secolo.
Le mura che si dipanano ai lati sono i brevi tratti della cinta comunale risparmiati dalle demolizioni attuate tra gli anni sessanta e settanta del Novecento.

### Monumento ad Alvise Pisani

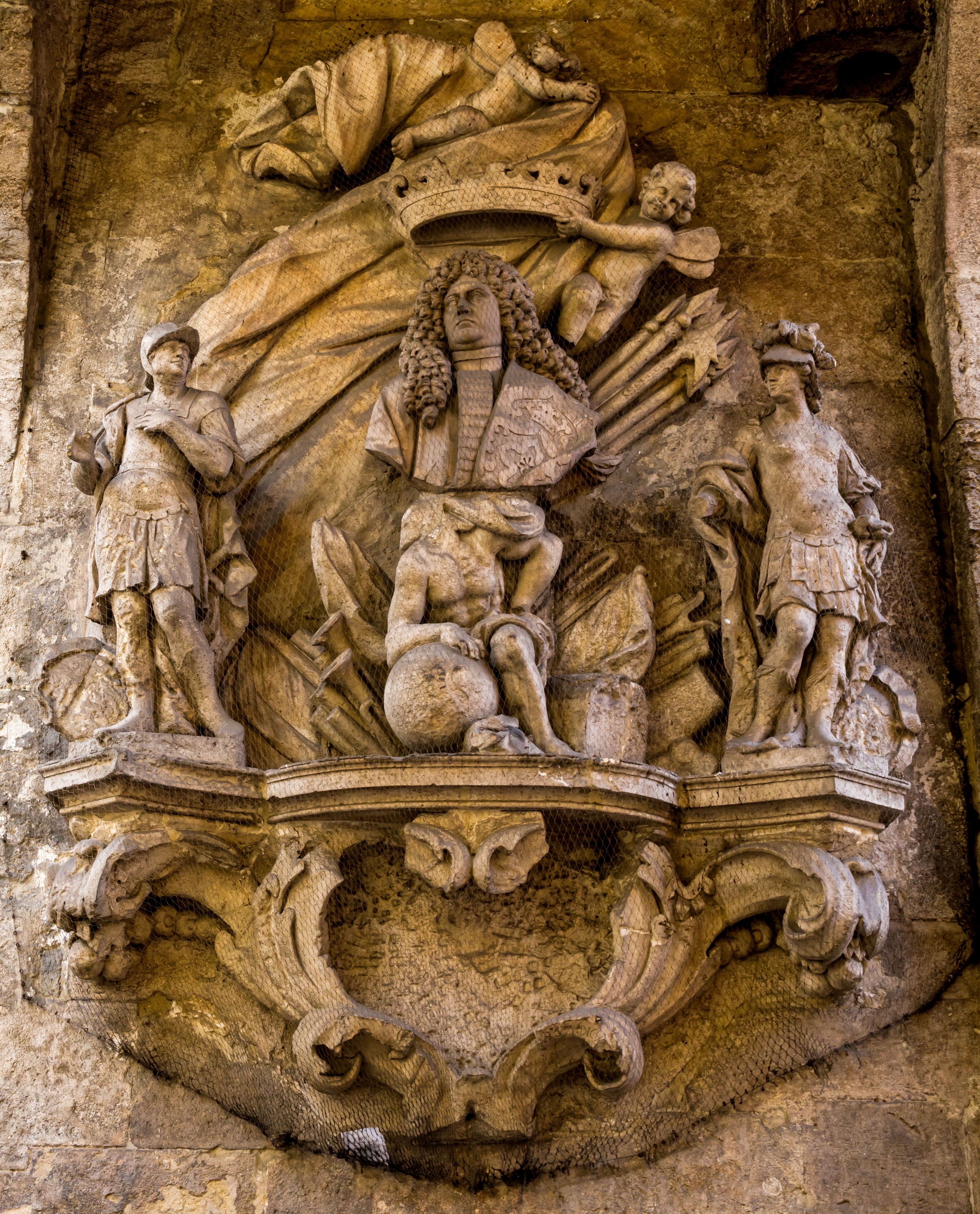
Il monumento ad Alvise Pisani

Sotto la porta, sulla destra, sta il Monumento ad Alvise Pisani che fu Capitano di Padova dal 1686 al 1687 e poi Doge della Repubblica di Venezia; il monumento in stile barocco fu commissionato dal Collegio degli Studenti Artisti dello Studio Patavino (da notare il leone marciano scalpellato in età napoleonica).